# Episodi di SeaQuest - Odissea negli abissi (prima stagione)
La prima stagione della serie televisiva SeaQuest - Odissea negli abissi, composta da 23 episodi, è stata trasmessa sul canale statunitense NBC dal 12 settembre 1993 al 22 maggio 1994.

In Italia è andata in onda in prima visione in chiaro su Italia 1 dal 29 giugno 1997.
| nº | Titolo originale                               | Titolo italiano               | Prima TV originale | Prima TV Italia |
| -- | ---------------------------------------------- | ----------------------------- | ------------------ | --------------- |
| 1  | To Be or Not to Be The Nathan Bridger Incident | Odissea negli abissi 1ª parte | 12 settembre 1993  | 29 giugno 1997  |
| 1  | To Be or Not to Be The Nathan Bridger Incident | Odissea negli abissi 2ª parte | 12 settembre 1993  |                 |
| 2  | The Devil's Window                             | La finestra del diavolo       | 19 settembre 1993  |                 |
| 3  | Treasures of the Mind                          | I tesori della mente          | 26 settembre 1993  |                 |
| 4  | Games                                          | Partita a scacchi             | 3 ottobre 1993     |                 |
| 5  | Treasures of the Tonga Trench                  | Il tesoro degli abissi        | 9 ottobre 1993     |                 |
| 6  | Brothers and Sisters                           | Fratelli e sorelle            | 17 ottobre 1993    |                 |
| 7  | Give Me Liberté                                | Il contagio                   | 24 ottobre 1993    |                 |
| 8  | Knight of Shadows                              | Il cavaliere delle ombre      | 31 ottobre 1993    |                 |
| 9  | Bad Water                                      | Cattive acque                 | 7 novembre 1993    |                 |
| 10 | The Regulator                                  | Al centro dell'universo       | 21 novembre 1993   |                 |
| 11 | seaWest                                        | Prigionieri                   | 28 novembre 1993   |                 |
| 12 | Photon Bullet                                  | Morte virtuale                | 19 dicembre 1993   |                 |
| 13 | Better Than Martians                           | Missione di recupero          | 2 gennaio 1994     |                 |
| 14 | Nothing but the Truth                          | Nient'altro che la verità     | 9 gennaio 1994     |                 |
| 15 | Greed for a Pirate's Dream                     | Il tesoro sotto il vulcano    | 16 gennaio 1994    |                 |
| 16 | Whale Song                                     | Il canto della balena         | 6 febbraio 1994    |                 |
| 17 | The Stinger                                    | Il sognatore                  | 20 febbraio 1994   |                 |
| 18 | Hide and Seek                                  | Sogno collettivo              | 27 febbraio 1994   |                 |
| 19 | The Last Lap at Luxury                         | Scomparsi                     | 20 marzo 1994      |                 |
| 20 | Abalon                                         | Una sirena in fondo al mare   | 1 maggio 1994      |                 |
| 21 | Such Great Patience                            | La grande speranza            | 8 maggio 1994      |                 |
| 22 | The Good Death                                 | Le sorelle della buona morte  | 15 maggio 1994     |                 |
| 23 | Higher Power An Ocean on Fire                  | Emergenza planetaria          | 22 maggio 1994     |                 |